# Natation aux Jeux olympiques d'été de 1976
Navigation
Les 26 épreuves de (13 pour les hommes, 13 pour les femmes) natation aux Jeux olympiques de 1976 à Montréal se déroulèrent dans la piscine olympique construite pour l'occasion au sein du Parc olympique de Montréal. Les compétitions furent marquées par la domination de l'équipe masculine américaine (qui remporte 12 des 13 épreuves) et de l'équipe féminine est-allemande (qui remporte 11 des 13 épreuves). Kornelia Ender et John Naber ont été les meilleurs nageurs de la compétition en repartant chacun avec quatre médailles d'or.

## Tableau des médailles
| Rang  | Pays                 | Médaille d'or | Médaille d'argent | Médaille de bronze | Total |
| 1     | États-Unis           | 13            | 14                | 7                  | 34    |
| 2     | Allemagne de l'Est   | 11            | 6                 | 2                  | 19    |
| 3     | Union soviétique     | 1             | 3                 | 5                  | 9     |
| 4     | Grande-Bretagne      | 1             | 1                 | 1                  | 3     |
| 5     | Canada               | 0             | 2                 | 6                  | 8     |
| 6     | Pays-Bas             | 0             | 0                 | 2                  | 2     |
| 6     | Allemagne de l'Ouest | 0             | 0                 | 2                  | 2     |
| 8     | Australie            | 0             | 0                 | 1                  | 1     |
| Total | Total                | 26            | 26                | 26                 | 78    |

## Podiums

### Hommes
| Épreuves             | Or                                                                                | Argent                                                                                           | Bronze                                                                                    |
| Nage libre           |                                                                                   |                                                                                                  |                                                                                           |
| 100 m                | Jim Montgomery États-Unis 49 s 99 (RM)                                            | Jack Babashoff États-Unis 50 s 81                                                                | Peter Nocke Allemagne de l'Ouest 51 s 31                                                  |
| 200 m                | Bruce Furniss États-Unis 1 min 50 s 29 (RM)                                       | John Naber États-Unis 1 min 50 s 50                                                              | Jim Montgomery États-Unis 1 min 50 s 58                                                   |
| 400 m                | Brian Goodell États-Unis 3 min 51 s 93 (RM)                                       | Tim Shaw États-Unis 3 min 52 s 54                                                                | Volodymyr Raskatov Union soviétique 3 min 55 s 76                                         |
| 1 500 m              | Brian Goodell États-Unis 15 min 02 s 40 (RM)                                      | Bobby Hackett États-Unis 15 min 03 s 91                                                          | Stephen Holland Australie 15 min 04 s 66                                                  |
| Papillon             |                                                                                   |                                                                                                  |                                                                                           |
| 100 m                | Matt Vogel États-Unis 54 s 35                                                     | Joe Bottom États-Unis 54 s 50                                                                    | Gary Hall Sr. États-Unis 54 s 65                                                          |
| 200 m                | Mike Bruner États-Unis 1 min 59 s 23 (RM)                                         | Steve Gregg États-Unis 1 min 59 s 54                                                             | Bill Forrester États-Unis 1 min 59 s 96                                                   |
| Dos                  |                                                                                   |                                                                                                  |                                                                                           |
| 100 m                | John Naber États-Unis 55 s 49 (RM)                                                | Peter Rocca États-Unis 56 s 34                                                                   | Roland Matthes Allemagne de l'Est 57 s 22                                                 |
| 200 m                | John Naber États-Unis 1 min 59 s 19 (RM)                                          | Peter Rocca États-Unis 2 min 00 s 55                                                             | Dan Harrigan États-Unis 2 min 01 s 35                                                     |
| Brasse               |                                                                                   |                                                                                                  |                                                                                           |
| 100 m                | John Hencken États-Unis 1 min 03 s 11 (RM)                                        | David Wilkie Grande-Bretagne 1 min 03 s 43                                                       | Arvydas Juozaitis Union soviétique 1 min 04 s 23                                          |
| 200 m                | David Wilkie Grande-Bretagne 2 min 15 s 11 (RM)                                   | John Hencken États-Unis 2 min 17 s 26                                                            | Rick Colella États-Unis 2 min 19 s 20                                                     |
| 4 nages              |                                                                                   |                                                                                                  |                                                                                           |
| 400 m                | Rod Strachan États-Unis 4 min 23 s 68 (RM)                                        | Tim McKee États-Unis 4 min 24 s 62                                                               | Andrey Smirnov Union soviétique 4 min 26 s 90                                             |
| Relais               |                                                                                   |                                                                                                  |                                                                                           |
| 4 × 200 m nage libre | États-Unis John Naber Mike Bruner Bruce Furniss Jim Montgomery 7 min 23 s 22 (RM) | Union soviétique Volodymyr Raskatov Andrey Bogdanov Sergey Koplyakov Andrey Krylov 7 min 27 s 97 | Grande-Bretagne Alan McClatchey Brian Brinkley Gordon Downie David Dunne 7 min 32 s 11    |
| 4 × 100 m 4 nages    | États-Unis Matt Vogel John Hencken Jim Montgomery John Naber 3 min 42 s 22 (RM)   | Canada Stephen Pickell Graham Smith Clay Evans Gary MacDonald 3 min 45 s 94                      | Allemagne de l'Ouest Klaus Steinbach Michael Kraus Walter Kusch Peter Nocke 3 min 47 s 29 |

### Femmes
| Épreuves             | Or                                                                                                | Argent                                                                                      | Bronze                                                                   |
| Nage libre           |                                                                                                   |                                                                                             |                                                                          |
| 100 m                | Kornelia Ender Allemagne de l'Est 55 s 65 (RM)                                                    | Petra Priemer Allemagne de l'Est 56 s 49                                                    | Enith Brigitha Pays-Bas 56 s 65                                          |
| 200 m                | Kornelia Ender Allemagne de l'Est 1 min 59 s 26 (RM)                                              | Shirley Babashoff États-Unis 2 min 01 s 22                                                  | Enith Brigitha Pays-Bas 2 min 01 s 40                                    |
| 400 m                | Petra Thümer Allemagne de l'Est 4 min 09 s 89 (RM)                                                | Shirley Babashoff États-Unis 4 min 10 s 46                                                  | Shannon Smith Canada 4 min 14 s 60                                       |
| 800 m                | Petra Thümer Allemagne de l'Est 8 min 37 s 14 (RM)                                                | Shirley Babashoff États-Unis 8 min 37 s 59                                                  | Wendy Weinberg États-Unis 8 min 42 s 60                                  |
| Papillon             |                                                                                                   |                                                                                             |                                                                          |
| 100 m                | Kornelia Ender Allemagne de l'Est 1 min 00 s 13 (RM)                                              | Andrea Pollack Allemagne de l'Est 1 min 00 s 98                                             | Wendy Boglioli États-Unis 1 min 01 s 17                                  |
| 200 m                | Andrea Pollack Allemagne de l'Est 2 min 11 s 41 (RO)                                              | Ulrike Tauber Allemagne de l'Est 2 min 12 s 50                                              | Rosemarie Gabriel Allemagne de l'Est 2 min 12 s 86                       |
| Dos                  |                                                                                                   |                                                                                             |                                                                          |
| 100 m                | Ulrike Richter Allemagne de l'Est 1 min 01 s 83 (RO)                                              | Birgit Treiber Allemagne de l'Est 1 min 03 s 41                                             | Nancy Garapick Canada 1 min 03 s 71                                      |
| 200 m                | Ulrike Richter Allemagne de l'Est 2 min 13 s 43 (RO)                                              | Birgit Treiber Allemagne de l'Est 2 min 14 s 97                                             | Nancy Garapick Canada 2 min 15 s 60                                      |
| Brasse               |                                                                                                   |                                                                                             |                                                                          |
| 100 m                | Hannelore Anke Allemagne de l'Est 1 min 11 s 16                                                   | Lyubov Rusanova Union soviétique 1 min 13 s 04                                              | Marina Koshevaya Union soviétique 1 min 13 s 30                          |
| 200 m                | Marina Koshevaya Union soviétique 2 min 33 s 35 (RM)                                              | Marina Yurchenya Union soviétique 2 min 36 s 08                                             | Lyubov Rusanova Union soviétique 2 min 36 s 22                           |
| 4 nages              |                                                                                                   |                                                                                             |                                                                          |
| 400 m                | Ulrike Tauber Allemagne de l'Est 4 min 42 s 77 (RM)                                               | Cheryl Gibson Canada 4 min 48 s 10                                                          | Becky Smith Canada 4 min 50 s 48                                         |
| Relais               |                                                                                                   |                                                                                             |                                                                          |
| 4 × 100 m nage libre | États-Unis Kim Peyton Jill Sterkel Shirley Babashoff Wendy Boglioli 3 min 44 s 82 (RM)            | Allemagne de l'Est Petra Priemer Kornelia Ender Claudia Hempel Andrea Pollack 3 min 45 s 50 | Canada Becky Smith Gail Amundrud Barbara Clark Anne Jardin 3 min 48 s 81 |
| 4 × 100 m 4 nages    | Allemagne de l'Est Ulrike Richter Hannelore Anke Kornelia Ender Andrea Pollack 4 min 07 s 95 (RM) | États-Unis Camille Wright Shirley Babashoff Linda Jezek Lauri Siering 4 min 14 s 55         | Canada Susan Sloan Robin Corsiglia Wendy Hogg Anne Jardin 4 min 15 s 22  |